# Rudolf Lodes
Rudolf Lodes (* 5. Juni 1909 in Auerbach in der Oberpfalz; † 18. Mai 2006 in Nieder-Modau) war ein deutscher Mediziner und Künstler.

## Leben
Nach dem Abitur in Amberg bewarb sich Lodes 1929 an der Münchner Akademie um einen Studienplatz. Nach der Ablehnung immatrikulierte er sich schließlich für Kunstgeschichte in Würzburg, wechselte aber später bald zur Medizin. Es folgte ein Studium in Würzburg, Erlangen, München und Danzig.
1938 kehrte Lodes als Orthopäde nach München zurück und arbeitete an der medizinischen Uniklinik als Facharzt. 1940 erfolgte seine Einberufung zur Wehrmacht mit Kriegseinsatz. 1942 wurde Lodes in Orel (Russland) verwundet. Es folgten Lazarettaufenthalte, u. a. auch in Amberg und im Rasthaus am Chiemsee. Durch glückliche Umstände wurde Lodes 1943 Abteilungsarzt im Rasthaus am Chiemsee, wo er bis Kriegsende blieb. Ab 1945 beschäftigte ihn die orthopädische Klinik München als Assistenzarzt. 1953 bis zur Pensionierung auf eigenen Wunsch 1973 war Dr. Lodes an der Orthopädische Versorgungsstelle München, einer Einrichtung der Kriegsopferversorgung.
Neben seiner beruflichen Tätigkeit widmete sich Lodes etwa ab 1954 der Malerei, vorwiegend in Öl. 1969 begann er mit der Erstellung von Grafiken. Er arbeitete nun lieber mit Stickel und Druckstöcken als mit dem Pinsel.
Anfang der 1990er Jahre beendete Rudolf Lodes wegen des fortgeschrittenen Alters seine künstlerische Tätigkeit. Etwa 700 Ölbilder und 3.500 Radierungen, Holz- und Linolschnitte hatte der Autodidakt geschaffen.
Rudolf Lodes verfasste auch einige Bücher, die neben medizinischen Themen seine Heimat Auerbach zum Inhalt haben. Mit 90 Jahren veröffentlichte er seine Autobiografie.
In seiner Heimatstadt Auerbach in der Oberpfalz, wo Lodes auch seine letzte Ruhestätte hat, wurde im Juni 2012 ein Lodes-Museum (Alte Münze im Schlosshof) mit Ölbildern und Grafiken dieses Künstlers eröffnet.

## Schriften
- Kleinstadtgeschichten aus der Oberpfalz. Selbstverlag.
- Neunmal zehn Jahre 1909–1999 – Im Spannungsfeld zwischen Medizin und Kunst. Autobiografie. Uni-Verlag, München.